# Eiderbach (Main)
Der Eiderbach ist ein etwas über ein Kilometer langer Bach im bayerischen Sandstein-Spessart und ein linker Zufluss des Mains im unterfränkischen Landkreis Miltenberg.

## Geographie

### Verlauf

#### Quellbereich
Der Eiderbach entspringt auf einer Höhe von 151 m ü. NHN im Wertheim-Miltenberger Maintal auf dem Gebiet der Marktgemeinde Kleinheubach rund 400 Meter westlich der geschlossenen Ortslage. Die Quelle liegt in einem Acker neben einem Wirtschaftsweg am Ostfuße des mit Mischwald bestockten Kahlen Buckels im Naturpark Bayerischer Odenwald am Ostrand eines Landschaftsschutzgebiets.
Der Talgrund im Quellbereich besteht geologisch aus pleistozänen bis holozänen Rutschmassen, die ein uneinheitliches Gemenge aus kies- bis blockführendem, sandig-schluffigem bis tonigem Material bilden. Teilweise liegen auch polygenetische, quartäre Lehme oder Sande mit wechselnder Korngrößenverteilung vor. Auf diesen Substraten haben sich überwiegend pseudovergleyte Kolluvisole entwickelt. Am linken Hang steht die Miltenberg-Formation des Unteren Buntsandsteins aus der Untertrias an. Sie besteht aus fein- bis grobkörnigem Sandgestein, das hellgrau bis rotgrau gefärbt und gebankt bis dickbankig ausgebildet ist. Überlagert wird das Festgestein von meist podsoligen Braunerden. Am rechten Hang hingegen liegen pleistozäne Löss- oder Lösslehmablagerungen mit schluffigem, feinsandigem, karbonathaltigem Substrat oder karbonatfreiem, tonig-schluffigem Material vor. Darauf haben sich überwiegend Braunerden, teils auch Parabraunerden aus Schluff bis Schluffton entwickelt.

#### Weiterer Verlauf
Der Eiderbach fließt zunächst nordostwärts, begleitet auf seiner rechten Seite von einem Feldweg, am Westrand eines Mischwalds entlang. Die gegenüberliegende Seite wird von Grünland mit eingestreuten Obstbäumen gesäumt. Nach etwa 70 Metern verschwindet der Bach verrohrt im Untergrund, läuft anschließend unterirdisch und stark begradigt durch hoch- bis sehr hoch ertragreiche Ackerflächen. Nachdem der Bach die Gutenbergstraße mit einem darauf verlaufenden Radwanderweg sowie die Bundesstraße 469 unterquert hat, tritt er westlich der Hauptstraße wieder zutage. Er wechselt dort die Richtung nach Nordwesten, folgt dann etwa 100 Meter einem Grünstreifen entlang des Bahndamms der von der Westfrankenbahn betriebenen Bahnstrecke Aschaffenburg–Miltenberg und quert danach die Gleisanlagen.

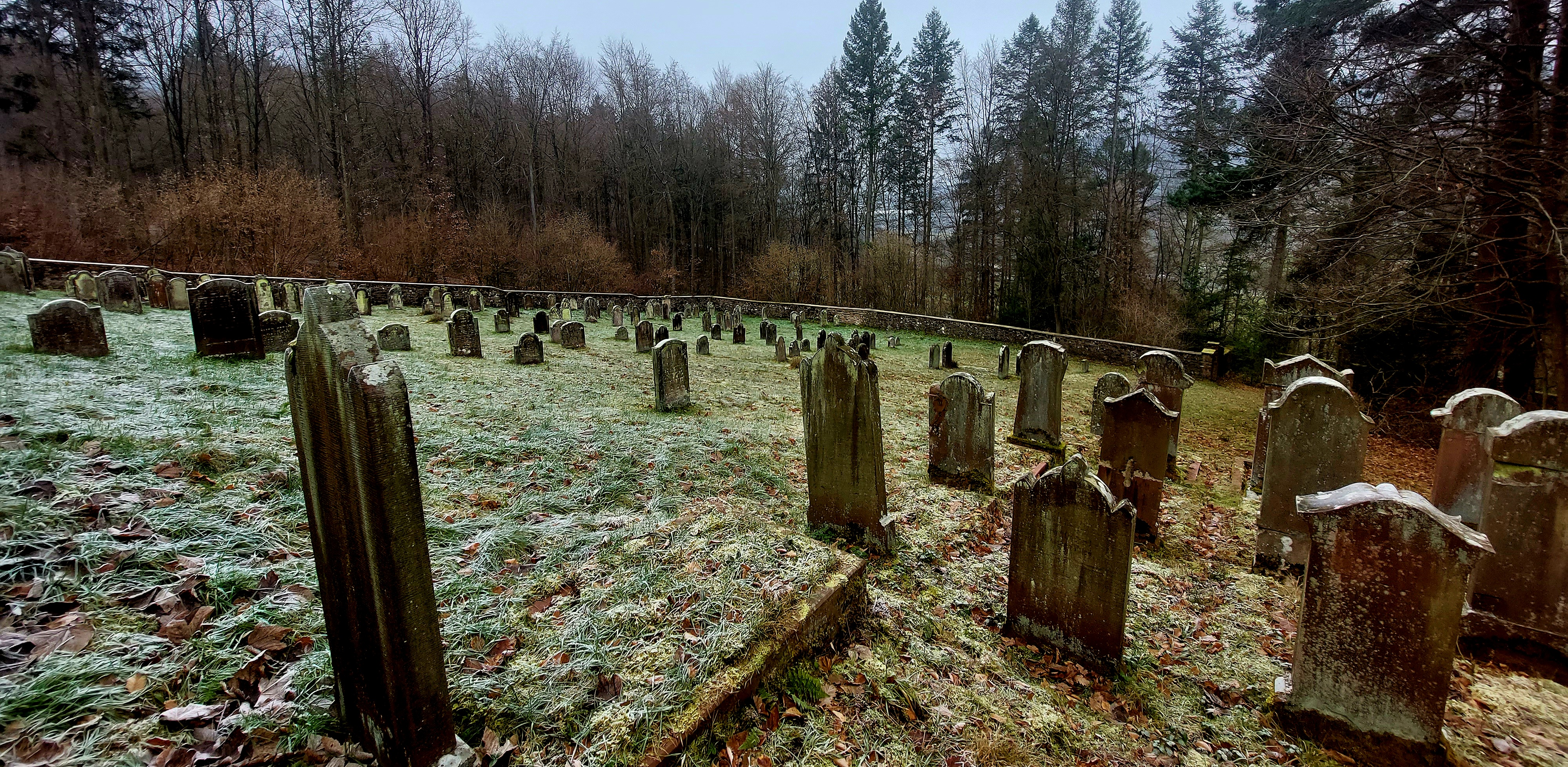
Jüdischer Friedhof Kleinheubach

Knapp 400 Meter südöstlich, jenseits der Bundesstraße 469, liegt am Nordhang des Kahlen Buckels mitten im Wald der kleine jüdische Friedhof Kleinheubach. Er wurde 1730 angelegt, im frühen 20. Jahrhundert erweitert und war bis 1942 in Benutzung. Er ist von einer Umfassungsmauer eingefasst und enthält Grabsteine aus der Zeit von etwa 1730 bis 1942. Der Eiderbach zieht, begleitet von Ufergehölz, parallel zur Trasse nordwestwärts durch mittel- bis hochwertiges Ackerland,  wobei links die Flur Brunnlochs Wiesen und rechts die Flur Unter dem drei Stein an das Fließgewässer grenzen. Die Talfüllung setzt sich aus Sedimenten der Oberen Niederterrasse des Spätpleistozäns zusammen und umfasst Sand und Kies, die teilweise von Flusslehm oder Flussmergel bedeckt sind.

#### Mündungsbereich
Knapp einen halben Kilometer bachabwärts zieht der Eiderbach, begleitet von dichtem Ufergehölz, an drei kleinen Teichen und einer sich anschließenden Feuchtwiese vorbei und unterquert eine Straße, auf der der unterfränkische Limesweg verläuft. Etwa ab dort wechselt er in den Teilnaturraum Wörth-Klingenberger Maintal. Auf seinem letzten Abschnitt fließt der rund einen Meter breite, flache Bach leicht geschwungen fast nordwärts durch offene Flur mit Wiesen. Zunächst säumt ihn nur lockeres Ufergehölz und auf der rechten Seite liegt eine kleine Obstplantage. Weiter nordwärts verdichtet sich der Gehölzsaum deutlich. Auf sumpfigem Untergrund wächst ein dichter Erlenbestand mit krautigem Unterwuchs, vor allem aus Brennnesseln, der sich zu einem schmalen Auwaldstreifen mit bis zu zwölf Meter hohen Erlen entwickelt.
Kurz vor seiner Einmündung wird der Bach von einem Feldweg überbrückt. Schließlich mündet der Eiderbach, zuletzt aus dem Südsüdosten kommend, fast einen Kilometer nordwestlich von Kleinheubach in der Flur Eiderbach Wiesen auf einer Höhe von 122 m ü. NHN von links in den aus dem Südosten heranströmenden Main. Sein etwa 1,3 Kilometer langer Lauf endet damit rund 29 Höhenmeter unterhalb seiner Quelle, was einem mittleren Sohlgefälle von etwa 22 ‰ entspricht. Gut 100 Meter unterhalb fließt auf derselben Seite der nur zeitweise wasserführende Klingengraben in den Fluss. Auf der gegenüberliegenden Großheubacher Mainseite erstrecken sich entlang des Ufers Weinberge.

### Einzugsgebiet
Das Einzugsgebiet des Eiderbachs liegt im Unteren Maintal und entwässert über den Main und den Rhein in die Nordsee.
Es grenzt
- im Südosten und Süden an das Einzugsgebiet des Rüdenauer Bachs, der in den Main mündet;
- im Südwesten an das des Winnengrabens, der in den Rüdenauer Bach  mündet;
- im Nordwesten an das des  Klingengrabens, der ebenfalls in den Main mündet und
- sonst an das Einzugsgebiet des Mains direkt.

Der Bereich westlich der Quelle ist bewaldet; ansonsten dominieren landwirtschaftlich genutzte Flächen, ergänzt durch kleinere Siedlungs- und Verkehrsflächen.